# Análisis espacial

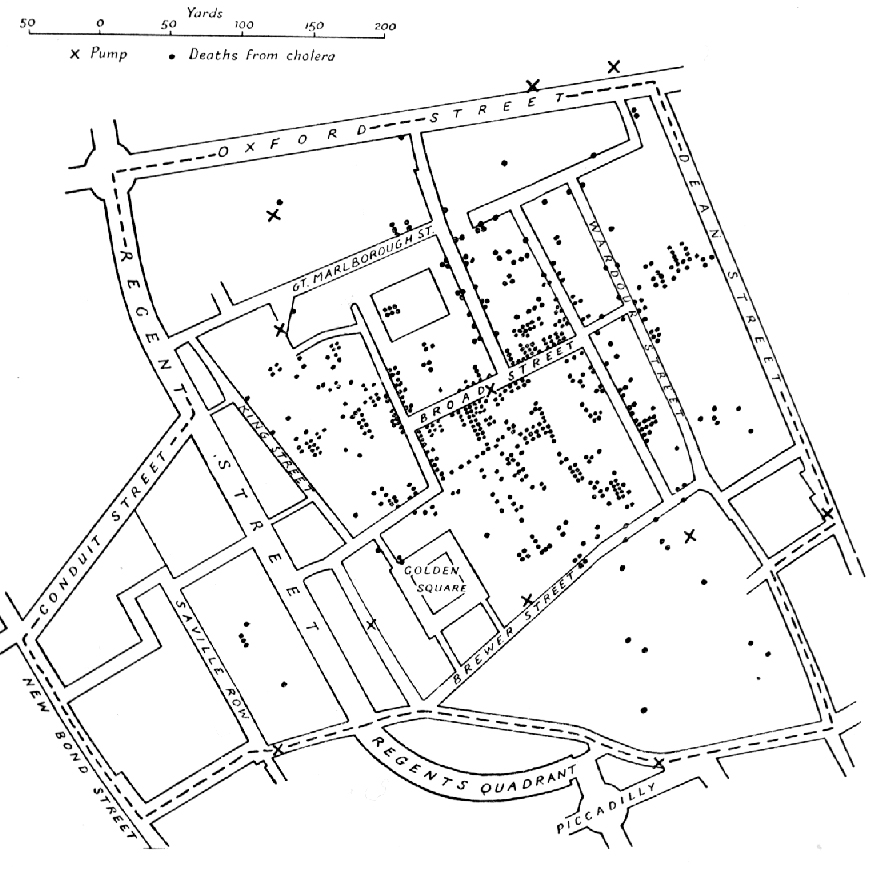
Mapa por el Dr. John Snow de Londres, que muestra las agrupaciones de casos de cólera en el Brote de cólera de 1854 en la calle Broad. Esta fue una de las primeras aplicaciones de análisis espacial basado en mapas.

El análisis espacial o estadística espacial comprende las técnicas formales que estudian las entidades que utilizan sus propiedades topológicas, geométricas o geográficas. El análisis espacial incluye una variedad de técnicas, muchas todavía en desarrollo, utilizando diferentes enfoques analíticos y aplicados en campos tan diversos como la astronomía, con estudios de la ubicación de las galaxias en el cosmos, a la ingeniería de fabricación de chips, con el uso de algoritmos de 'lugar y ruta', para construir estructuras de cables complejos. La frase se utiliza a menudo en un sentido más restringido para describir las técnicas aplicadas a las estructuras a escala humana, sobre todo en el análisis de la información geográfica. La frase incluso a veces se utiliza para referirse a una técnica específica en una sola área de la investigación, por ejemplo, para describir la geoestadística.
Surgen problemas complejos en el análisis espacial, muchos de los cuales no son ni claramente definidos ni completamente resueltos, pero constituyen la base de la investigación actual la mayoría más importante de éstos es el problema de definir la ubicación espacial de las entidades que se están estudiando. Por ejemplo, un estudio sobre la salud humana puede describir la posición espacial de los seres humanos con un punto colocado en el que viven, o con un punto situado en el que trabajan, o mediante el uso de una línea para describir sus viajes semanales, cada elección tiene efectos dramáticos en la técnicas que pueden utilizarse para el análisis y en las conclusiones que se pueden obtener. Otras cuestiones en el análisis espacial incluyen las limitaciones del conocimiento matemático, los supuestos requeridos por las técnicas estadísticas existentes y los problemas en los cálculos basados en computación.
La clasificación de las técnicas de análisis espacial es difícil debido a la gran cantidad de diferentes campos de la investigación, a los diferentes enfoques fundamentales que se pueden elegir, y las muchas formas que los datos pueden tomar.
El análisis espacial está dividido en cinco partes: lugar, medio,región, paisaje y territorio

## La historia del análisis espacial
Tal vez se puede considerar que el Análisis Espacial o Estadística Espacial haya surgido con los primeros intentos de cartografía y topografía, pero muchos campos han contribuido a su crecimiento actualmente. La biología contribuido a través de estudios botánicos de distribución global de plantas y ubicaciones de plantas locales, estudios etológicos de movimiento de los animales, estudios de paisajes ecológicos de vegetación. En epidemiología, contribuyeron con los primeros trabajos sobre la cartografía de la enfermedad, en particular, los trabajos de John Snow sobre un brote de cólera en Londres que data de la fecha de 1854, con la investigación sobre la cartografía de la propagación de la enfermedad y con los estudios de localización para la prestación de atención médica. Estas estadísticas han contribuido en gran medida con el trabajo en la estadística espacial. 
En economía ha contribuido especialmente a través de la econometría espacial, que hace uso de modelos matemáticos para analizar, interpretar y hacer predicciones sobre Sistemas económicos, utilizando datos de observación que no son independientes y poseen una correlación con los datos adyacentes. Los sistemas de información geográfica son actualmente un factor importante debido a la importancia del software geográfico en la moderna caja de herramientas analíticas. La tele-detección ha contribuido extensamente en el análisis morfo-métricos y la agrupación. la informática ha contribuido en gran medida a través del estudio de los algoritmos, especialmente en la geometría computacional. La matemática continúa proporcionando las herramientas fundamentales para el análisis y para revelar la complejidad del ámbito espacial, por ejemplo, con el trabajo reciente sobre fractales y la invariancia de escala. La modelización científica proporciona un marco útil para los nuevos enfoques.

## Cuestiones fundamentales en el análisis espacial
El análisis espacial se enfrenta a muchos problemas fundamentales en la definición de sus objetos de estudio, en la construcción de las operaciones analíticas que se utilizará, en el uso de ordenadores para el análisis, en las limitaciones y particularidades de los análisis que se conocen, y en la presentación resultados de analíticas. Muchos de estos temas son sujetos activos de la investigación moderna.
Existen errores comunes que suelen surgir en el análisis espacial, algunos debido a la matemática del espacio, algunos debido a las formas particulares de los datos se presentan espacialmente, algunos debido a las herramientas que están disponibles. Los datos del censo, debido a que protege la privacidad individual agregando datos en unidades locales, plantea una serie de cuestiones estadísticas. La naturaleza fractal de la costa hace que las mediciones precisas de su longitud sean difíciles, si no imposibles. Un software que ajusta las líneas rectas a la curva de un litoral, puede calcular fácilmente las longitudes de las líneas que define. Sin embargo, estas líneas rectas pueden no tener un significado inherente en el mundo real, como se demostró para la costa de Gran Bretaña.
Estos problemas representan un desafío en el análisis espacial debido al poder de los mapas como medios de presentación. Cuando los resultados se presentan como mapas, la presentación combina datos espaciales que son generalmente precisos con resultados analíticos que pueden ser inexactos, dando lugar a una impresión de que los resultados analíticos son más precisos de lo que los datos indican.

### Caracterización espacial

Difusión de la peste bubónica en la Europa medieval. Los colores indican la distribución espacial de brotes de la peste con el tiempo.

La definición de la presencia espacial de una entidad limita el posible análisis que puede aplicarse a esa entidad e influye en las conclusiones finales que se pueden alcanzar. Si bien esta propiedad es fundamentalmente verdadera de todos los análisis , es particularmente importante en el análisis espacial porque las herramientas para definir y estudiar entidades favorecen caracterizaciones específicas de las entidades que se están estudiando. Las técnicas estadísticas favorecen la definición espacial de objetos como puntos porque hay muy pocas técnicas estadísticas que operan directamente sobre elementos de línea, área o volumen. Las herramientas informáticas favorecen la definición espacial de objetos como elementos homogéneos y separados debido al número limitado de elementos de base de datos y estructuras computacionales disponibles, y la facilidad con que se pueden crear estas estructuras primitivas.

### Dependencia espacial o auto-correlación
La dependencia espacial es la co-variación de las propiedades dentro del espacio geográfico: las características en las ubicaciones proximales parecen estar correlacionadas, positivamente o negativamente. La dependencia espacial conduce al problema de autocorrelación espacial en las estadísticas, ya que, al igual que la autocorrelación temporal, esto viola las técnicas estadísticas estándar que asumen la independencia entre las observaciones. Por ejemplo, los análisis de regresión que no compensan la dependencia espacial pueden tener estimaciones de parámetros inestables y producir pruebas de significación no fiables. Los modelos de regresión espacial capturan estas relaciones y no sufren de estas debilidades. También es apropiado considerar la dependencia espacial como una fuente de información en lugar de algo que se debe corregir.
Los efectos locacionales también se manifiestan como heterogeneidad espacial, o la aparente variación en un proceso con respecto a la ubicación en el espacio geográfico. A menos que un espacio sea uniforme e ilimitado, cada lugar tendrá cierto grado de singularidad en relación con los otros lugares. Esto afecta las relaciones de dependencia espacial y, por lo tanto, el proceso espacial. La heterogeneidad espacial significa que los parámetros globales estimados para todo el sistema pueden no describir adecuadamente el proceso en un lugar dado.

### Escala
La escala de medición espacial es una cuestión persistente en el análisis espacial; más detalles están disponibles en el tema modificable de la unidad de área (MAUP). Los ecologistas del paisaje desarrollaron una serie de métricas invariantes de la escala para los aspectos de la ecología que son fractal en naturaleza. En términos más generales, no se acuerda ampliamente un método de análisis independiente de la escala para la estadística espacial.

### Muestreo  espacial
El muestreo espacial permite determinar un número limitado de localizaciones en el espacio geográfico con el fin de medir fielmente los fenómenos que están sujetos a dependencia y heterogeneidad.[cita requerida] La dependencia sugiere que, dado que un lugar, puede predecirse el valor de un lugar diferente y para ello no son necesarias observaciones en ambos lugares . La heterogeneidad sugiere que esta relación puede cambiar a través del espacio y, por lo tanto, no es posible confiar en un determinado grado de dependencia más allá de una región que puede ser pequeña. Los esquemas de muestreo espacial básico incluyen las siguientes modalidades: aleatorio, agrupado y sistemático. Estos esquemas básicos se pueden aplicar en múltiples niveles de acuerdo a una determinada jerarquía espacial (por ejemplo, área urbana, ciudad, vecindario). También es posible explotar datos auxiliares, por ejemplo, utilizando valores de propiedad como guía en un esquema de muestreo espacial para medir el logro educativo y el ingreso. Los modelos espaciales, como las estadísticas de autocorrelación, la regresión y la interpolación también pueden determinar el diseño de la muestra. 